# Шписен-Елверсберг
Шписен-Елверсберг (њем. Spiesen-Elversberg) општина је у њемачкој савезној држави Сарланд. Једно је од 7 општинских средишта округа Нојнкирхен. Према процјени из 2010. у општини је живјело 13.881 становника. Посједује регионалну шифру (AGS) 10043117.

## Географски и демографски подаци
Шписен-Елверсберг се налази у савезној држави Сарланд у округу Нојнкирхен. Општина се налази на надморској висини од 325 метара. Површина општине износи 11,4 km². У самом мјесту је, према процјени из 2010. године, живјело 13.881 становника. Просјечна густина становништва износи 1.218 становника/km².

## Међународна сарадња
| Мјесто          | Држава    | Врста сарадње | Од    |
| --------------- | --------- | ------------- | ----- |
|                 | Француска | партнерство   | 2004. |
|                 | Француска | контакт       | 2000. |
| Аурах ам Хонгар | Аустрија  | контакт       | 2000. |
| Извор           |           |               |       |